# Цеплиці (Малопольське воєводство)
Цеплиці (пол. Cieplice) — село в Польщі, у гміні Ґолча Меховського повіту Малопольського воєводства.
Населення — 118 осіб (2011).
У 1975-1998 роках село належало до Краківського воєводства.

## Демографія
Демографічна структура станом на 31 березня 2011 року:
|          | Загалом | Допрацездатний вік | Працездатний вік | Постпрацездатний вік |
| -------- | ------- | ------------------ | ---------------- | -------------------- |
| Чоловіки | 66      | 11                 | 44               | 11                   |
| Жінки    | 52      | 8                  | 30               | 14                   |
| Разом    | 118     | 19                 | 74               | 25                   |